# Vela agli XI Giochi del Mediterraneo
Le competizioni relative alla vela agli XI Giochi del Mediterraneo si sono svolte ad Atene.
Per questo sport sono state organizzate le seguenti prove:
- 470 (maschile e femminile)
- Laser (maschile)
- Lechner A - 390 (maschile)

per un totale di 4 medaglie d'oro messe in palio.

## Podi

### Uomini
| Evento          | Oro                                       | Perform. | Argento                                  | Perform. | Bronzo                              | Perform. |
| Laser           | François Le Castrec                       | 11.7     | Mladen Makjanic                          | 37.4     | Emilios Papathanassiou              | 38.7     |
| 470             | Italia Sandro Montefusco Paolo Montefusco | 17.4     | Spagna Jordi Calafat Franci Sanchez-Luna | 32.7     | Italia Michele Ivaldi Matteo Ivaldi | 39.7     |
| Lechner A - 390 | Francia Cedric Leroy                      | 12.0     | Francia Jean-Marie De Chavigny           | 27.4     | Italia Francesco Wirz               | 34.7     |

### Donne
| Evento  | Oro                                 | Perform. | Argento                           | Perform. | Bronzo                                 | Perform. |
| Mistral | Alessandra Sensini                  | 12.0     | Faustine Merret                   | 21.0     | Sandrine Nuvolone                      | 23.0     |
| 470     | Francia Florence Lebrun Odile Barre | 14.7     | Italia Maria Quarra Anna Barabino | 19.7     | Italia Anna Bacchiega Francesca Pavesi | 27.7     |

## Medagliere
| Posizione | Paese      |   |   |   | Totale |
| --------- | ---------- | - | - | - | ------ |
| 1         | Francia    | 3 | 1 | 0 | 4      |
| 2         | Italia     | 1 | 1 | 3 | 5      |
| 3         | Jugoslavia | 0 | 1 | 0 | 1      |
|           | Spagna     | 0 | 1 | 0 | 1      |
| 5         | Grecia     | 0 | 0 | 1 | 1      |
| Totale    | Totale     | 4 | 4 | 4 | 12     |